# Ramphastos
Ramphastos представља род из породице тукана који насељавају суптропске и тропске пределе Мексика, Средње и Јужне Америке. Јарко су обојени и имају огроман, шарен кљун, који је величине трећине њиховог тела.

## Опис
Овај род укључује највеће тукане, који могу бити у дужини од 42 до 61 cm. Сви имају црна крила, али боја осталог перја разликује се од врсте до врсте. Све врсте се хране воћем, али могу се понекад хранити и инсектима или неким другим ситним пленом. Гнезде се у рупама дрвећа, где полажу 2-4 бела јаја. У суштини, то су птице станарице, али могу се понекад одселити у ближе крајеве (нпр. на нижу надморску висину током зиме).
Сумња се да ваш Austrophilopterus cancellosus паразитира на свим туканима из овог рода. Њено присуство потврђено је код свих врста осим на жутовратом тукану.

## Врсте
Врсте и подврсте које припадају роду Ramphastos:
- Прстенастокљуни тукан[3] или жутогруди тукан[4] (Ramphastos sulfuratus)
- Чоко тукан (Ramphastos brevis)
- Каналокљуни тукан[4][5] (Ramphastos vitellinus)
  - Жутоврати тукан (Ramphastos (vitellinus) citreolaemus)
  - Ramphastos (vitellinus) ariel
  - Ramphastos (vitellinus/ariel) culminatus
- Зеленокљуни тукан (Ramphastos dicolorus)
- Жутогрли тукан (Ramphastos ambiguus)
  - Ramphastos (ambiguus) swainsonii
- Црвенокљуни тукан[4] (Ramphastos tucanus)
  - Ramphastos (tucanus) tucanus
  - Кувијеров тукан (Ramphastos (tucanus) cuvieri)
- Тукан[5] или токо тукан[4] (Ramphastos toco)

## Галерија
- Ramphastos sulfuratus
- Ramphastos v. vitellinus
- Ramphastos dicolorus
- Ramphastos swainsonii
- Ramphastos tucanus
- Ramphastos toco